# Moon Shadow
Moon Shadow ist das zweite Musikalbum des Amerikanischen Funk-/Soul-Trios Labelle. Es war das zweite Album von Labelle, das auf dem Musiklabel Warner Bros. Records veröffentlicht wurde. Bekannte Stücke sind LaBelles Komposition Sunday’s News, Won't Get Fooled Again (The-Who-Cover), mit dem gefühlvollen Soul-Gesang von LaBelle, das Lied I Believe That I’ve Finally Made It Home welches auf soziale Probleme aufmerksam macht (diesen Titel singen Patti LaBelle, Nona Hendryx und Sarah Dash zusammen) und das neun-minütige Titellied.

## Titelliste
Seite A
1. Won’t Get Fooled Again (Pete Townshend) (4:45)
2. Sunday’s News (Patti LaBelle, Nona Hendryx) (3:30)
3. If I Can’t Have You (Nona Hendryx) (3:45)
4. Ain’t It Sad It’s All Over (Nona Hendryx) (3:30)
5. Peace With Yourself (Sarah Dash) (2:55)

Seite B
1. Moonshadow (Cat Stevens) (9:24)
2. Touch Me All Over (Nona Hendryx) (3:25)
3. I Believe That I’ve Finally Made It Home (Nona Hendryx) (4:52)
4. People Say They’re Changing (Nona Hendryx) (3:20)

## Mitwirkende
- Patti LaBelle: Gesang
- Nona Hendryx: Gesang
- Sarah Dash: Gesang